# Władysław Karaś
Władysław Karaś (* 31. August 1893 in Kielce; † 28. Mai 1942 in Magdalenka) war ein polnischer Sportschütze.

## Erfolge
Władysław Karaś nahm an den Olympischen Spielen 1936 in Berlin mit dem Kleinkalibergewehr in der Konkurrenz im liegenden Anschlag auf 50 m teil. Er erzielte, wie fünf weitere Schützen, 296 Punkte und landete damit auf dem zweiten Platz. Die Entscheidung über die Plätze zwei bis sieben wurde anhand der Punkte der letzten Schüsse festgelegt: Karaś  schloss dabei am zweitbesten ab und erhielt somit die Bronzemedaille hinter Willy Røgeberg und Ralph Berzsenyi.
Karaś war Kapitan der Polnischen Heimatarmee. Er geriet in deutsche Gefangenschaft und wurde am 28. Mai 1942 in Magdalenka in der Nähe von Warschau mit 223 anderen Gefangenen hingerichtet.